# Lucio Julio Frugi
Lucio Julio Frugi (en latín: Lucius Julius Frugi) fue un senador romano que vivió a finales del siglo I y principios del siglo II, y desarrolló su cursus honorum bajo los reinados de Domiciano, Nerva, Trajano, y Adriano. 

## Carrera política
El primer cargo que se tiene constancia que ocupó Julio Frugi fue el de gobernador de la provincia de Licia y Panfilia entre los años 113/114 hasta los años 114/115. Por diplomas militares, que están fechados, entre otros, el 5 de julio de 115, consta que Frugi, fue cónsul sufecto en el año 115 junto con Publio Juvencio Celso Tito Aufidio Henio Severiano. los dos ocuparon este cargo durante cuatro meses, del 1 de mayo al 31 de agosto de ese año.
En una investigación prosopográfica anterior, el Julio Frugi mencionado en las inscripciones fue reconstruido principalmente como Tiberio Julio Frugi (es decir, se le dio el praenomen Tiberio), Sin embargo, con los hallazgos de nuevos diplomas militares, es probable que esto sea incorrecto, y que en realidad se haga referencia a Tiberio Julio Frugi, cónsul sufecto alrededor del año 145, posible hijo de este Lucio Julio Frugi.